# بيرجيوسيبي ماريتاتو
بيرجيوسيبي ماريتاتو (بالإيطالية: Piergiuseppe Maritato)‏ (مواليد 19 مارس 1989 في جيترارو، إيطاليا - ) هو لاعب كرة قدم إيطالي في مركز الهجوم. شارك مع منتخب إيطاليا تحت 16 سنة لكرة القدم ومنتخب إيطاليا تحت 17 سنة لكرة القدم ومنتخب إيطاليا تحت 18 سنة لكرة القدم ومنتخب إيطاليا تحت 20 سنة لكرة القدم. أما مع النوادي، فقد لعب مع فيورنتينا ونادي ريجيانا 1919 ونادي فيتشينزا ونادي كومو ونادي لوكيزي ويوفنتوس ونادي سودتيرول وسورينتو كالتشيو ‏ وGiulianova Calcio ‏ وASD Città di Gallipoli ‏.

## وصلات خارجية
- بيرجيوسيبي ماريتاتو على موقع الاتحاد الدولي (مؤرشف)  (الإنجليزية)
- بيرجيوسيبي ماريتاتو على موقع قاعدة بيانات كرة القدم.إي يو (الإنجليزية)
- بيرجيوسيبي ماريتاتو على موقع Soccerway.com (الإنجليزية)